# Абд ал-Азіз ібн Мітаб Аль Рашид
Абд ал-Азіз ібн Мітаб Аль Рашид (араб. عبد العزيز بن متعب بن عبد الله الرشيد; нар. 1870 — 13 квітня 1906) — 8-й емір Джебель-Шаммара у 1897—1906 роках. Мав прізвисько «Аль-Джиназаті» (Похорон), що отримав за надзвичайну сміливість, відсутність страху, завзятість та зате, що убою був одягнутий у чорне.

## Життєпис
Син еміра Мітаба. Після загибелі батька у 1869 році його мати, вагітна Абд ал-Азізом, втекла до Ер-Ріяду, де у 1870 році той народився. Згодом опинився підопікою стрийка Мухаммеда, що 1872 року захопив трон. Виявив схильність до військової справи, уславився звитяжністю. Разом з тим виявив імпульсивність та емоційність при прийнятті рішень. Проте був всиновлений еміром Мухаммедом.
У грудні 1897 року після смерті стрийка спадкував трон. Продовжив політику попередника, зберігаючи союз з Осмнаською імперією. Восени 1898 року емір відвідав Неджд, де місцева знать і улеми висловили знаки відданості новому суверену, хоча невдоволення владою шаммарів зростало. Після цього він здійснив рейд проти племен Ваді аль-Давасир (південь Неджда), де захпоив чималу здобич. 1899 року здійснив похід на Кувейт, де він розгромив місцеві сили та його союзників з племені мунтафик (контролювало південь Іраку біля Басри) і переслідував їх до самого Євфрату, зайнявши Хамісію (місто в Іраку). Мав сутички з багдадським валі Саадун-пашою, що завадив шаммарському війську захопити місто Багілі (сучасна Ель-Нуманія).
У 1901 році Мубарак ас-Сабах, емір Кувейту, виступив на Ер-ріяд, плануючи захопити Неджд, де поставити залежного від себе еміра Абдуррахмана або його сина Абд ал-Азіза з династії Саудидів. Кувейтського правителя підтримали британці, які в цей час боролися з османами за закріплення за собою права на Кувейтську затоку. Також на його бік перейшли еміри з Ель-Касиму та шейхи Неджду.
В свою чергу Абд ал-Азіз ібн Мітаб отримав необхідну зброю та набої від османів. 17 березня в битві при Сарифі 12-тисячне шаммарське військо завдало нищівної поразки 64-тисячному війську антирашидидської коаліції на чолі із Мубараком і Абд ал-Азізом ібн Саудом За цим Абд ал-Азіз ібн Мітаб покарав мешканців кількох міст Ель-Касима за підтримку вторгнення. Наприкінці 1901 року дізнався, що Абд ал-Азіз ібн Сауд збирає військо та знову йде на Ер-Ріяд. Тоді він звернувся з листом до османської влади в Багдаді і Басрі з проханням допомогти зупинити того. Дізнавшись про це військо Ібн Сауда розбіглося, але у січні 1902 року той із 40 вояками зробив спробу захопити Ер-Ріяд і несподівано досяг успіху. Дізнавшись про падіння Ер-Ріяда, Абд ал-Азіз ібн Мітаб розлютився, але на збір війська йому довелося витратити кілька місяців. Проти Ібн Сауда він виступив лише у липні-серпні, шляхом плюндруючи недружні оази. Ібн Сауд встиг зміцнити місто, і тоді Ібн Мітаб вирішив замість штурму перерізати шляхи постачання з Кувейту. Ібн Мітаб не зумів скористатися чисельною перевагою, і після кількох сутичок восени відійшов на північ. 1903 року він відновив набіги на навколишні землі, насамперед на Кувейт. Продовжувалися і дрібні сутички з Саудидами.
У 1904 році Ібн Сауд вторгся до Ель-Касиму. Емір Джебель-Шаммара вирушив до Басри з проханням про допомогу. Тим часом Ібн Сауд узяв Унайзу, а жителі Бурайди самі присягнули йому на вірність і власними силами вибили загін шаммарів із міської фортеці. Дізнавшись про це, османський уряд занепокоївся і надав Ібн Мітабу загін із 2 тис. вояків. Той став табором на півдорозі між Хаїлем та Бурайдою. У середині липня відбулася битва при Ель-Букайрії, що складалася із серії дрібних та великих сутичок. Спочатку події складалися вдало для Ібн Мітаба, але потім він захопився пограбуванням околиць, залишивши склад провізії та боєприпасів під невеликою охороною, і в результаті втратив його разом із містом Ель-Букайрія. Потім Ібн Мітаб вирушив до Ер-Рассу, сподіваючись отримати нову допомогу від османів. Через спеку активні дії противників припинилися, але тут у шаммарській армії спалахнула епідемія холери, і бедуїни з обох боків розбіглися. Наприкінці вересня того ж року поблизу Шунани відбулася битва, аде Абд ал-Азіз ібн Мітаб зазнав тяжкої поразки.
Після цього посварився зі своїми очільником османського загону, що повернувся до Багдаду. Ібн Мітаб став проводити в пустелі, серед кочівників, присягнувшись не повертатися в Хаїль, поки не помститься ворогові. Він відновив набіги на міста Ель-Касима. 13 квітня 1906 року біля Равдат-Муханна саудівське військо напали на табір шаммарів, попередньо обстрілявши його з гармат. Під час подальшого бою емір Джебель-Шамммара загинув. Йому відрубали голову, продемонстрували її мешканцям Бурайди та Унайзи, а потім викинули собакам. Влада в еміраті перейшла до його старшого сина Мітаба.